# مسجد نورد كمال
مسجد نورد كمال هو أكبر مسجد في مدينة نوريلسك، كما إنه مدرج في موسوعة غينيس للأرقام القياسية باعتباره يقع في أقصى الشمال في العالم، قام ببنائه رجل الأعمال مدحت بكمييف وهو من التتار من نوريلسك. وقد أسمى المسجد بأسماء والديه والده نورالدين والأم عين كمال، تم تصميمه من قبل المهندس المعماري المحلي جوزيف موير، بأموال مقدمة من البريطاني ستيفن ترانثام وتم افتتاحه للصلاة في عام 1998، هندسته المعمارية على الطراز التركي مع مئذنة وقبة مركزية.
تختلف بنية المسجد وفقًا عن المساجد التقليدية بسبب الظروف المناخية الخاصة في أقصى الشمال، ويحتوي برج مئذنة نوريلسك المفترض عمومًا أن يكون ذو شكل دائري على قاعدة مربعة، لأنه في مثل هذه الجدران لا تتجمد وهي أكثر مقاومة للرياح.